# Angélica Dueñas
Angélica Dueñas Jácome (24 agosto 1968) è un'ex schermitrice messicana.

## Palmarès
In carriera ha conseguito i seguenti risultati:
- Giochi Panamericani:

L'Avana 1991: argento nella spada individuale e bronzo a squadre.